# Lomtjärnen (Sorsele socken, Lappland)
Lomtjärnen är en sjö i Sorsele kommun i Lappland och ingår i Umeälvens huvudavrinningsområde.